# Червена Речица
Червена Речица (чеш. Červená Řečice) град је у Чешкој Републици. Град се налази у управној јединици крај Височина, у оквиру којег припада округу Пелхримов.

## Становништво
Према подацима о броју становника из 2014. године град је имао 975 становника.